# Diocesi di N'Zérékoré
La diocesi di N'Zérékoré (in latino Dioecesis Nzerekorensis) è una sede della Chiesa cattolica in Guinea suffraganea dell'arcidiocesi di Conakry. Nel 2021 contava 60.102 battezzati su 1.399.270 abitanti. È retta dal vescovo Raphaël Balla Guilavogui.

## Territorio
La diocesi comprende la parte orientale della Guinea.
Sede vescovile è la città di N'Zérékoré, dove si trova la cattedrale del Cuore Immacolato di Maria.
Il territorio è suddiviso in 18 parrocchie.

## Storia
La prefettura apostolica di N'Zérékoré fu eretta il 9 marzo 1937 con la bolla Quo ex Evangelii di papa Pio XI, ricavandone il territorio dal vicariato apostolico di Bamako (oggi arcidiocesi).
Il 25 aprile 1959 la prefettura apostolica è stata elevata a diocesi con la bolla Christi provisio di papa Giovanni XXIII.
Il 29 giugno 2023 ha ceduto una porzione del suo territorio a vantaggio dell'erezione della diocesi di Guéckédou.

## Cronotassi dei vescovi
Si omettono i periodi di sede vacante non superiori ai 2 anni o non storicamente accertati.
- Augustin Guérin, M.Afr. † (16 aprile 1937 - 1950 dimesso)[1]
- Eugène Maillat, M.Afr. † (4 maggio 1951 - 13 agosto 1979 dimesso)
- Philippe Kourouma † (15 dicembre 1979 - 27 novembre 2007 ritirato)
- Raphaël Balla Guilavogui, dal 14 agosto 2008

## Statistiche
La diocesi nel 2021 su una popolazione di 1.399.270 persone contava 60.102 battezzati, corrispondenti al 4,3% del totale.
| anno | popolazione | popolazione | popolazione | presbiteri | presbiteri | presbiteri | presbiteri                | diaconi | religiosi | religiosi | parrocchie |
| anno | battezzati  | totale      | %           | numero     | secolari   | regolari   | battezzati per presbitero | diaconi | uomini    | donne     | parrocchie |
| ---- | ----------- | ----------- | ----------- | ---------- | ---------- | ---------- | ------------------------- | ------- | --------- | --------- | ---------- |
| 1950 | 2.563       | 470.889     | 0,5         | 22         |            | 22         | 116                       |         |           | 10        | 7          |
| 1969 | ?           | 474.320     | ?           | 2          | 2          |            | ?                         |         |           | 7         | 8          |
| 1978 | 8.460       | 842.000     | 1,0         | 6          | 6          |            | 1.410                     |         |           | 9         | 8          |
| 1990 | 21.050      | 806.000     | 2,6         | 18         | 18         |            | 1.169                     |         | 1         | 18        | 8          |
| 1999 | 39.503      | 919.534     | 4,3         | 30         | 30         |            | 1.316                     |         |           | 25        | 8          |
| 2000 | 39.914      | 919.534     | 4,3         | 31         | 31         |            | 1.287                     |         |           | 27        | 8          |
| 2001 | 40.914      | 1.152.246   | 3,6         | 32         | 32         |            | 1.278                     |         |           | 27        | 8          |
| 2002 | 83.008      | 1.102.410   | 7,5         | 34         | 34         |            | 2.441                     |         | 1         | 25        | 8          |
| 2003 | 75.370      | 1.102.410   | 6,8         | 34         | 32         | 2          | 2.216                     |         | 2         | 26        | 8          |
| 2004 | 76.269      | 1.037.632   | 7,4         | 35         | 35         |            | 2.179                     |         |           | 25        | 8          |
| 2007 | 48.422      | 1.037.757   | 4,7         | 37         | 37         |            | 1.308                     |         |           | 24        | 8          |
| 2013 | 52.500      | 1.141.000   | 4,6         | 34         | 33         | 1          | 1.544                     |         | 3         | 33        | 17         |
| 2016 | 55.623      | 1.069.773   | 5,2         | 30         | 30         |            | 1.854                     |         | 2         | 35        | 17         |
| 2019 | 58.700      | 1.349.700   | 4,3         | 39         | 39         |            | 1.505                     |         |           | 38        | 18         |
| 2021 | 60.102      | 1.399.270   | 4,3         | 53         | 51         | 2          | 1.134                     |         | 2         | 48        | 18         |